# Shmuel Wosner
Shmuel HaLevi Wosner (né le 4 septembre 1913 à Vienne en Autriche et mort le 3 avril 2015 à Bnei Braq en Israël) est un rabbin israélien, ayant étudié avant la Seconde Guerre mondiale en Pologne, un des grands décisionnaires (Posseq) de la loi juive (Halakha). Il est connu comme le Shevet HaLevi, son œuvre majeure.

## Biographie
Shmuel Wosner est né le 4 septembre 1913 à Vienne, en Autriche. Il est le fils de Jozsef Zvi Hirsch Wosner et de Rosa (Rachel) (Nonna) Wosner.
Il est un des étudiants du rabbin Meir Shapiro à la Yechiva Chachmei Lublin, à Lublin, en Pologne.
Il est l'époux de Rivka Wosner.
Shmuel Wosner est décédé à Bnei Braq, en Israël, le 3 avril 2015, à l'âge de 101 ans,.

## Œuvres
- (he) Esh toukad bekirbi (« Le feu brûle à l’intérieur de moi »), une des Kinot modernes .
- (he) Shevet HaLevi (La Tribu de Levi), 10 volumes de Responsa.